# Béla Komjádi

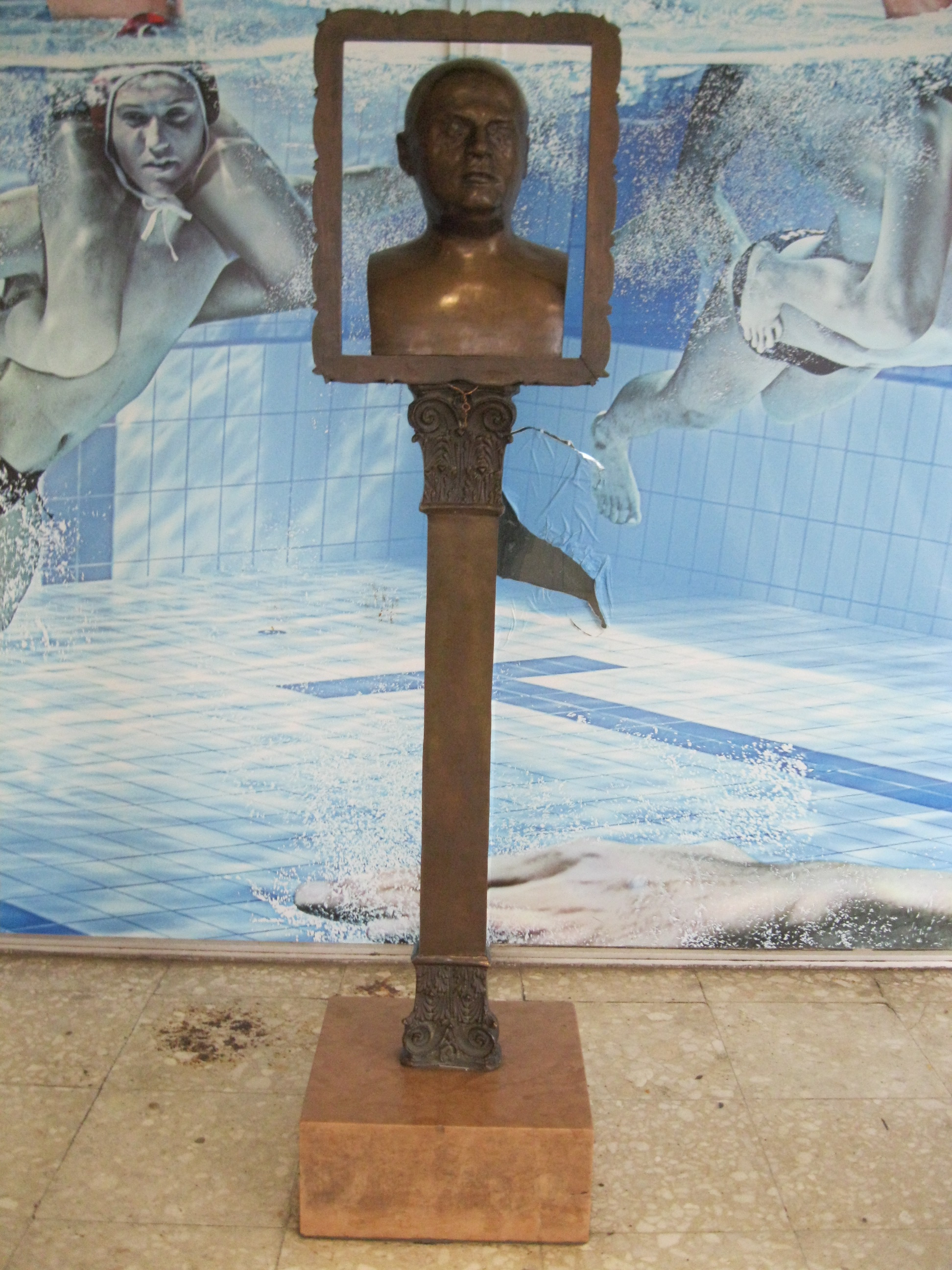
Büste von Béla Komjádi im nach ihm benannten Schwimmbad in Budapest

Béla Komjádi (* 15. März 1892 in Budapest; † 5. März 1933 ebenda) war ein ungarischer Trainer für Wasserball.

## Karriere
Béla Komjádi veränderte das Wasserballspiel dadurch, dass er das Passspiel von Hand zu Hand einführte. Durch die Umstellung auf die neue, schnellere Spielweise bereits im Jugendbereich schuf Komjádi die Grundlage für den Aufschwung des ungarischen Wasserballs.
Béla Komjádi war in den 1920er Jahren mehrfach Trainer der ungarischen Nationalmannschaft. Unter ihm gewann die Mannschaft die ersten drei Europameistertitel 1926, 1927 und 1931. Bei den Olympischen Spielen 1928 erkämpften die Ungarn die Silbermedaille und vier Jahre später bei den Olympischen Spielen 1932 gewann der spätere Rekord-Olympiasieger seine erste Goldmedaille.
Komjádi starb kurz vor seinem 41. Geburtstag bei einem Wasserballspiel. Die von ihm ausgebildeten Spieler gewannen vor dem Zweiten Weltkrieg zwei weitere Europameistertitel und die olympische Goldmedaille 1936. Nach der Rückkehr von den Olympischen Spielen 1936 versammelte sich die Mannschaft des Olympiasiegers zu einer Gedenkveranstaltung an Komjádis Grab.

## Ehrungen
Nach ihm wurde ein 1976 neu errichtetes Sportschwimmbad im II. Budapester Bezirk benannt, das bis zur Eröffnung der Duna Aréna 2017 die wichtigste Hallenanlage der Hauptstadt war. 1992 wurde Komjádi anlässlich seines 100. Geburtstages in die International Jewish Sports Hall of Fame aufgenommen. Drei Jahre später wurde er Mitglied der International Swimming Hall of Fame.